# Дзондза
Дзондза (фр. Zonza, корс. Zonza) — коммуна во Франции, находится в регионе Корсика. Департамент коммуны — Южная Корсика. Входит в состав кантона Левие. Округ коммуны — Сартен.
Код INSEE коммуны — 2A362.

## Население
Население коммуны на 2008 год составляло 2226 человек.
| 1962 | 1968 | 1975 | 1982 | 1990 | 1999 | 2008 |
| ---- | ---- | ---- | ---- | ---- | ---- | ---- |
| 727  | 835  | 1214 | 1503 | 1600 | 1802 | 2226 |

## Экономика

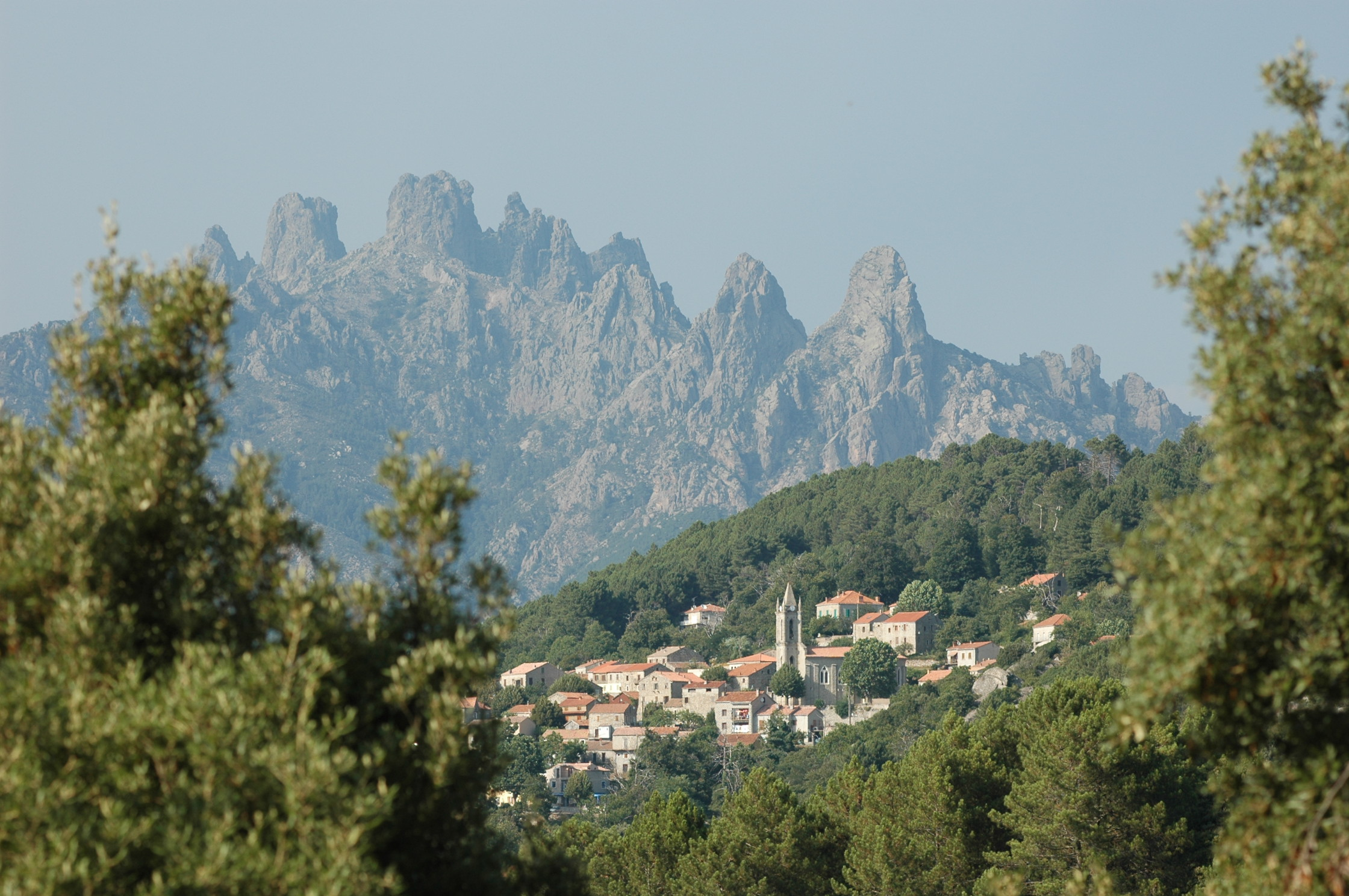
Дзондза

В 2007 году среди 1376 человек в трудоспособном возрасте (15—64 лет) 903 были экономически активными, 473 — неактивными (показатель активности — 65,6 %, в 1999 году было 58,6 %). Из 903 активных работало 785 человек (484 мужчины и 301 женщина), безработных было 118 (45 мужчин и 73 женщины). Среди 473 неактивных 105 человек были учениками или студентами, 130 — пенсионерами, 238 были неактивными по другим причинам.
В 2008 году в коммуне насчитывалось 901 облагаемое налогом домохозяйство, в которых проживали 2134 человека, медиана доходов составляла 17 253 евро на одного человека.